# Bauwerkslasten
Bauwerkslasten sind alle Lasten, die von einem Bauwerk in den darunterliegenden Untergrund eingeleitet werden. Sie stellen somit die Summe aller Lasten eines Bauwerkes dar.
Man unterteilt die Bauwerkslasten entsprechend der Einwirkung in:
- ständige Lasten (Eigenlast, Erddruck, Wasserdruck)
- veränderliche Lasten (aus Nutzung, Verkehr, Schnee, Eis, Wind, Temperatur, veränderlichem Wasserdruck, Baugrundsetzung)
- außergewöhnliche Einwirkungen (Stoß)
- Erdbebeneinwirkungen

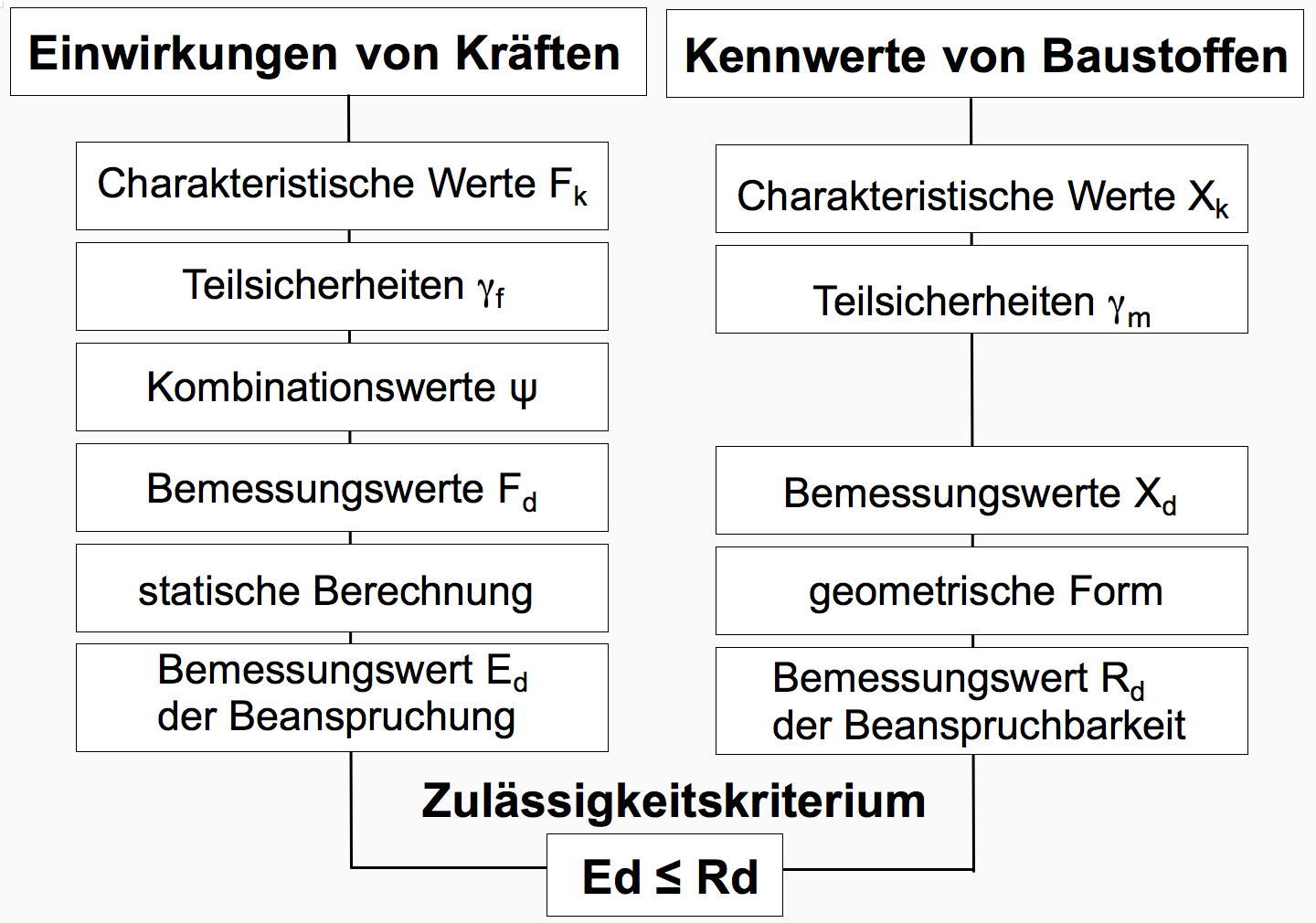
Schritte der Bemessung im Bauwesen

Die Lasten (Kräfte) aus den Einwirkungen werden charakteristische Werte Fk genannt. Bei allen diesen Lasten sind eigene Teilsicherheitswerte zu berücksichtigen, mit denen die charakteristischen Werte dann zu multiplizieren sind. Es ergeben sich dabei die Bemessungswerte (Design-Werte) Fd. Mit den Bemessungswerten werden dann die statische und geotechnische Berechnung durchgeführt und somit die erforderlichen Größen (Kräfte und Spannungen) der Standfestigkeit Ed eines Bauwerkes ermittelt.
Im Vergleich dazu werden die von den verschiedenen Baustoffen aufnehmbaren Kräfte als charakteristische Kräfte Xk eingeführt. Auch diese Kräfte werden mit Teilsicherheitsfaktoren behaftet und als Bemessungswerte Design-Werte Xd bezeichnet. Mit der Berücksichtigung der geometrischen Formdaten ergeben sich dann die Bemessungswerte der Beanspruchbarkeit Rd.
Es wird nun der Einwirkung der Belastung mit der möglichen Beanspruchbarkeit verglichen. Dabei wird gefordert, dass die Einwirkung der Lasten kleiner sein muss als die Belastbarkeit der Materialien.